# Венгрия на Европейских играх 2015

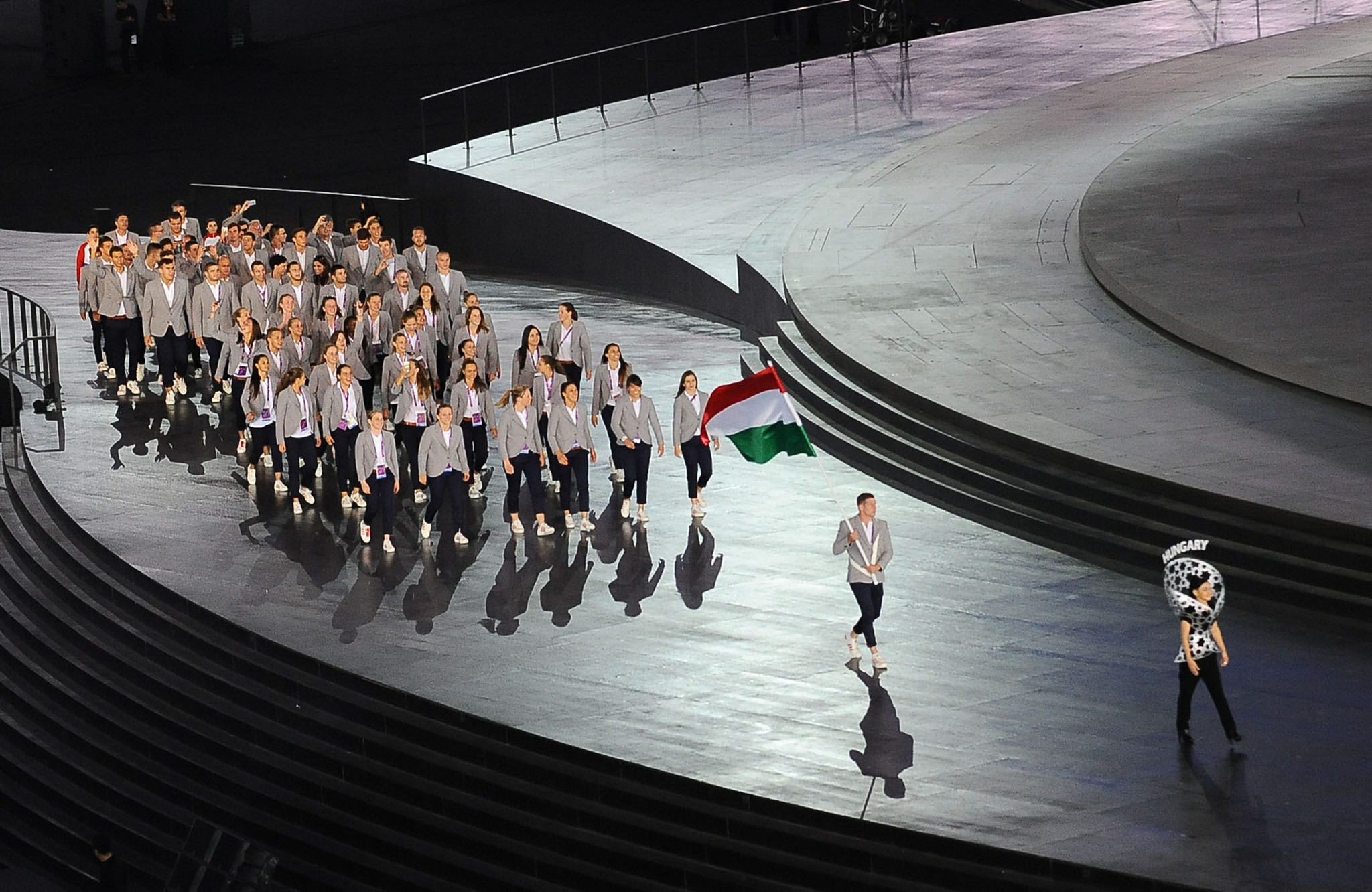
Делегация Венгрии на церемонии открытия Европейских игр 2015

Венгрия на I Европейских играх, которые прошли в июне 2015 года в столице Азербайджана, в городе Баку, была представлена 200 спортсменами.

## Награды

### Золото
| Золото |                                                                     |                                                         |
| #      | Спортсмены                                                          | Вид спорта (дисциплина)                                 |
| 1      | Эмеше Барка                                                         | Борьба (женщины, до 58 кг)                              |
| 2      | Золтан Каммерер, Тамаш Салаи                                        | Гребля на байдарках и каноэ (байдарки-двойки, 1000 м)   |
| 3      | Габриэлла Сабо, Анна Карас, Данута Козак, Нинетта Вад               | Гребля на байдарках и каноэ (байдарки-четвёрки, 500 м)  |
| 4      | Марианна Шаштин                                                     | Борьба (женщины, до 60 кг)                              |
| 5      | Миклош Дудаш                                                        | Гребля на байдарках и каноэ (байдарки-одиночки, 200 м)  |
| 6      | Золтан Каммерер, Тамаш Кулифаи, Даниэль Пауман, Давид Тот           | Гребля на байдарках и каноэ (байдарки-четвёрки, 1000 м) |
| 7      | Данута Козак                                                        | Гребля на байдарках и каноэ (байдарки-одиночки, 500 м)  |
| 8      | Пана Соллоши, Дора Лендвай, Дора Хедьи, Балаж Фаркаш, Даниэель Бали | Аэробика (смешанные группы)                             |

### Серебро
| Серебро |                |                                  |
| #       | Спортсмены     | Вид спорта (дисциплина)          |
| 1       | Балинт Корпаши | Греко-римская борьба (до 71 кг)  |
| 2       | Ричард Богнар  | Стрельба (дубль-трап)            |
| 3       | Хедвиг Каракаш | Дзюдо (женщины, до 57 кг)        |
| 4       | Янка Жухаш     | Плавание (вольный стиль, 1500 м) |

### Бронза
| Бронза |                             |                                                         |
| #      | Спортсмены                  | Вид спорта (дисциплина)                                 |
| 1      | Аттила Вайда                | Гребля на байдарках и каноэ (каноэ-одиночки, 1000 м)    |
| 2      | Петер Мольнар, Шандор Тотка | Гребля на байдарках и каноэ (байдарки-двойки, 200 м)    |
| 3      | Данута Козак                | Гребля на байдарках и каноэ (байдарки-одиночки, 200 м)  |
| 4      | Рената Чай                  | Гребля на байдарках и каноэ (байдарки-одиночки, 5000 м) |
| 5      | Нинетта Вад, Анна Карас     | Гребля на байдарках и каноэ (байдарки-двойки, 500 м)    |
| 6      | Богларка Бонеш              | Плавание (баттерфляй, 200 м)                            |
| 7      | Эва Черновицки              | Дзюдо (до 48 кг)                                        |
| 8      | Золтан Харча                | Бокс (до 75 кг)                                         |

## Состав команды
Борьба
Греко-римская борьба
- Адам Варга
- Жолтан Кери
- Чонгор Книпли
- Балинт Корпаши
- Балинт Лам
- Мартин Сабо
- Патрик Сабо
- Кристьян Ягер

Велоспорт
 Велоспорт-маунтинбайк
- Жолт Юхас

 Карате
- Ив Мартиаль Тадишши

 Триатлон
- Бенце Бичак
- Ласло Тарнай
- Габор Фальдум
- Дора Мештер
- Жанетт Хорват

## Результаты

### Борьба
В соревнованиях по борьбе разыгрывалось 24 комплекта наград. По 8 у мужчин и женщин в вольной борьбе и 8 в греко-римской. Турнир проходил по олимпийской системе с выбыванием. В утешительный раунд попадали участники, проигравшие в своих поединках будущим финалистам соревнований. Каждый поединок состоит из двух раундов по 3 минуты, победителем становится спортсмен, набравший большее количество баллов. По окончании схватки, в зависимости от результатов в каждом из раундов спортсменам начисляются классификационные очки.
Мужчины
Греко-римская борьба
Легенда: 

VT — победа на туше; 

PP — победа по очкам с техническим баллом у проигравшего; 

PO — победа по очкам без технического балла у проигравшего; 

SP — техническое превосходство, победа по очкам с разницей более, чем в 6 баллов с техническим баллом у проигравшего; 

ST — техническое превосходство, победа по очкам с разницей более, чем в 6 баллов без технического балла у проигравшего; 

| Соревнование | Спортсмены     | Первый раунд                  | 1/8 финала                    | Четвертьфинал                  | Полуфинал                     | Финал                      | Место |
| Соревнование | Спортсмены     | Соперник Результат            | Соперник Результат            | Соперник Результат             | Соперник Результат            | Соперник Результат         | Место |
| ------------ | -------------- | ----------------------------- | ----------------------------- | ------------------------------ | ----------------------------- | -------------------------- | ----- |
| до 59 кг     | Чонгор Книпли  | В. Мунтяну (ROU) П 0:3 (PO)   | Завершил выступление          | Завершил выступление           | Завершил выступление          | Завершил выступление       | 17    |
| до 66 кг     | Кристьян Ягер  | Б. Пуффер (AUT) В 4:0 (ST)    | Д. Демьянков (UKR) П 1:3 (PP) | Завершил выступление           | Завершил выступление          | Завершил выступление       | 10    |
| до 71 кг     | Балинт Корпаши | Не участвовал                 | З. Толльрот (SWE) В 4:0 (ST)  | Ф. Штеблер (GER) В 3:1 (PP)    | М. Цулукидзе (GEO) В 3:1 (PP) | Р. Чунаев (AZE) П 1:3 (PP) | 2     |
| до 75 кг     | Мартин Сабо    | Ч. Лабазанов (RUS) П 0:3 (PO) | Завершил выступление          | Завершил выступление           | Завершил выступление          | Завершил выступление       | 23    |
| до 80 кг     | Жолтан Кери    | Ф. Ноймайер (GER) П 0:3 (PO)  | Завершил выступление          | Завершил выступление           | Завершил выступление          | Завершил выступление       | 16    |
| до 85 кг     | Патрик Сабо    | М. Кивимяки (FIN) В 3:1 (PP)  | А. Казакевич (LTU) П 0:4 (ST) | Завершил выступление           | Завершил выступление          | Завершил выступление       | 12    |
| до 98 кг     | Адам Варга     | Не участвовал                 | И. Костин (LAT) В 4:0 (ST)    | Т. Дейниченко (BLR) П 1:3 (PP) | Завершил выступление          | Завершил выступление       | 9     |
| до 130 кг    | Балинт Лам     | не проводится                 | Р. Каяалп (TUR) П 0:5 (VT)    | Не участвовал                  | Турнир за 3-е место           | Турнир за 3-е место        | 5     |
| до 130 кг    | Балинт Лам     | не проводится                 | Р. Каяалп (TUR) П 0:5 (VT)    | Не участвовал                  | С. Семёнов (RUS) В 3:0 (PO)   | Х. Наби (EST) П 0:3 (PO)   | 5     |

### Велоспорт

#### Маунтинбайк
Соревнования по маунтинбайку проводилились в построенном специально для игр велопарке. Дистанция у мужчин составляла 36,7 км, а у женщин 27,9 км.
Мужчины
| Соревнование | Спортсмены | Результат | Место | Отставание |
| ------------ | ---------- | --------- | ----- | ---------- |
| Кросс-кантри | Жолт Юхас  | 1:48:56   | 17    | +7:52      |

### Гребля на байдарках и каноэ
Соревнования по гребле на байдарках и каноэ проходили в городе Мингечевир на базе олимпийского учебно-спортивного центра «Кюр». Разыгрывалось 15 комплектов наград. В каждой дисциплине соревнования проходили в три этапа: предварительный раунд, полуфинал и финал.
Мужчины
| Соревнование     | Спортсмены   | Предварительный раунд | Предварительный раунд | Предварительный раунд | Полуфинал     | Полуфинал     | Полуфинал     | Финал                | Финал                | Итоговое место       |
| Соревнование     | Спортсмены   | Заплыв                | Время                 | Место                 | Заплыв        | Время         | Место         | Время                | Место                | Итоговое место       |
| ---------------- | ------------ | --------------------- | --------------------- | --------------------- | ------------- | ------------- | ------------- | -------------------- | -------------------- | -------------------- |
| K-1, 1000 метров | Ласло Сольти | 4                     | 3:44,892              | 6 (Q)                 | 2             | 3:33,773      | 8             | Завершил выступление | Завершил выступление | Завершил выступление |
| C-1, 1000 метров | Аттила Вайда | 1                     | 3:56,208              | 2 (Q)                 | не участвовал | не участвовал | не участвовал | 3:51,920             | 3                    | 3                    |

Женщины
| Соревнование    | Спортсмены                                         | Предварительный раунд | Предварительный раунд | Предварительный раунд | Полуфинал      | Полуфинал      | Полуфинал      | Финал    | Финал | Итоговое место |
| Соревнование    | Спортсмены                                         | Заплыв                | Время                 | Место                 | Заплыв         | Время          | Место          | Время    | Место | Итоговое место |
| --------------- | -------------------------------------------------- | --------------------- | --------------------- | --------------------- | -------------- | -------------- | -------------- | -------- | ----- | -------------- |
| K-4, 500 метров | Габриэлла Сабо Данута Козак Анна Карас Нинетта Вад | 2                     | 1:33,709              | 1 (Q)                 | не участвовали | не участвовали | не участвовали | 1:32,417 | 1     | 1              |

### Карате
Соревнования по карате проходили в Бакинском кристальном зале. В каждой весовой категории принимали участие по 8 спортсменов, разделённых на 2 группы. Из каждой группы в полуфинал выходили по 2 спортсмена, которые по системе плей-офф разыгрывали медали Европейских игр.
Мужчины
| Соревнование | Спортсмены          | Групповой этап       | Групповой этап          | Групповой этап        | Место | 1/2 финала           | Финал                | Итоговое место       |
| Соревнование | Спортсмены          | 1 поединок           | 2 поединок              | 3 поединок            | Место | 1/2 финала           | Финал                | Итоговое место       |
| ------------ | ------------------- | -------------------- | ----------------------- | --------------------- | ----- | -------------------- | -------------------- | -------------------- |
| До 67 кг     | Ив Мартиаль Тадишши | Группа B             | Группа B                | Группа B              | 3     | Завершил выступление | Завершил выступление | Завершил выступление |
| До 67 кг     | Ив Мартиаль Тадишши | Б. Уйгур (TUR) П 0:2 | Д. Домджони (CRO) В 1:0 | Р. Гиглер (GER) П 1:2 | 3     | Завершил выступление | Завершил выступление | Завершил выступление |

### Триатлон
Соревнования по триатлону состояли из 3 этапов — плавание (1,5 км), велоспорт (40 км), бег (9,945 км).
Мужчины
| Соревнование | Спортсмены    | Плавание | Смена | Велоспорт | Смена | Бег   | Итоговое время | Место | Отставание |
| ------------ | ------------- | -------- | ----- | --------- | ----- | ----- | -------------- | ----- | ---------- |
| Мужчины      | Габор Фальдум | 19:32    | 0:42  | 57:41     | 0:24  | 35:38 | 1:53:57        | 32    | +5:26      |
| Мужчины      | Бенце Бичак   | 19:53    | 0:41  | 1:00:47   | 0:25  | 35:40 | 1:57:26        | 40    | +8:55      |
| Мужчины      | Ласло Тарнай  | 20:53    | 0:45  | 1:02:59   | 0:24  | 32:53 | 1:57:54        | 42    | +9:23      |

Женщины
| Соревнование | Спортсмены    | Плавание | Смена | Велоспорт | Смена | Бег   | Итоговое время | Место | Отставание |
| ------------ | ------------- | -------- | ----- | --------- | ----- | ----- | -------------- | ----- | ---------- |
| Женщины      | Жанетт Хорват | 20:39    | 0:49  | 1:06:31   | 0:29  | 42:11 | 2:10:39        | 31    | +10:11     |
| Женщины      | Дора Мештер   | 23:19    | 0:53  | LAP       | LAP   | LAP   | —              | —     | —          |